# Kanton Genlis
Genlis is een kanton van het Franse departement Côte-d'Or. Het kanton maakt deel uit van het arrondissement Dijon.

## Gemeenten
Het kanton Genlis omvat de volgende 27 gemeenten:
- Aiserey
- Beire-le-Fort
- Bessey-lès-Cîteaux
- Bretenière
- Cessey-sur-Tille
- Chambeire
- Collonges-lès-Premières
- Échigey
- Fauverney
- Genlis (hoofdplaats)
- Izeure
- Izier
- Labergement-Foigney
- Longchamp
- Longeault
- Longecourt-en-Plaine
- Magny-sur-Tille
- Marliens
- Pluvault
- Pluvet
- Premières
- Rouvres-en-Plaine
- Tart-l'Abbaye
- Tart-le-Bas
- Tart-le-Haut
- Thorey-en-Plaine
- Varanges

Door de herindeling van de kantons bij decreet van 18 februari 2014, met uitwerking op 22 maart 2015 werden de gemeenten Bretenière en Magny-sur-Tille onttrokken aan het kanton.

Op 1 januari 2019 werden de gemeenten Longeault en Pluvault samengevoegd tot de fusiegemeente (commune nouvelle) Longeault-Pluvault.

Op 1 januari 2019 werden de gemeenten Tart-le-Haut en Tart-l'Abbaye samengevoegd tot de fusiegemeente (commune nouvelle) Tart.

Op 28 februari 2019 werden de gemeenten Collonges-lès-Premières en Premières samengevoegd tot de fusiegemeente (commune nouvelle) Collonges-et-Premières

Sindsdien telt het kanton nog 22 gemeenten.